# Sangaia
Sangaia is een geslacht van uitgestorven rhytidosteïde temnospondyle Batrachomorpha (basale 'amfibieën') uit het Vroeg-Trias van Rio Grande do Sul, Brazilië. Het is bekend van het holotype UMVT 4302, de linkerhelft van een gedeeltelijke schedel, een gedeeltelijk verhemelte van het paratype UMVT 4303, een gedeeltelijk rechter palataal fragment en van de toegewezen specimina PV 0497 T en MCN PV 2606, schedelfragmenten, teruggevonden in de Sanga do Cabral-formatie in de Rośario do Sul-groep.

## Naamgeving
Dit taxon heette oorspronkelijk Cabralia lavinai, benoemd door Sérgio Dias-da-Silva, Claudia Marsicano en Cesar Leandro Schultz in 2006, maar deze naam was al bezet door de Braziliaanse nachtvlinder Cabralia (Moore, 1882). Zo stelden Dias-da-Silva en Marsicano Sangaia later in 2006 voor als een vervangende geslachtsnaam. Beide namen zijn een verwijzing naar de Sango da Cabral-formatie. De soortaanduiding eert Ernesto Luiz Lavina, de ontdekker van de fossielen.

## Beschrijving
Sangaia is bekend dankzij enkele fossiele overblijfselen, waaronder het holotype, de linkerhelft van een gedeeltelijke schedel, een deel van een verhemelte en andere schedelfragmenten die zijn gevonden in de Sanga do Cabral-formatie in de Rosario do Sul-groep. Dit dier moet een driehoekige, iets tongvormige, schedel hebben gehad van zo'n dertig centimeter lengte, met een zeer brede achterkant en een bijna spitse snuit; de schedel was relatief laag.
Een unieke combinatie van op zich niet unieke kenmerken werd vastgesteld. Het traanbeen is niet gebogen bij de trog van het zijlijnsysteem onder de oogkas. De hoorns van het achterste schedeldak zijn zowel gevormd door de tabularia als de squamosa. De achterrand van het postparietale heeft een hoornvormig uitsteeksel. Een geornamenteerde septomaxilla ligt achter de achterrand van de oogkas. Het jukbeen loopt naar achteren door tot achter de voorrand van de oogkas. De opgaande tak van het pterygoïde is relatief hoog en rijst omhoog van het bovenvlak als een gladde holle beenplaat.

## Classificatie
Sangaia wordt verondersteld een vertegenwoordiger te zijn van de rhytidosteïden, een groep typische amfibieën uit het Trias, waarvan de overblijfselen voornamelijk in Australië en Zuid-Afrika zijn gevonden. Een fylogenetische analyse gaf aan dat Sangaia nauw verwant kan zijn aan Mahavisaurus uit Madagaskar en Pneumatostega uit Zuid-Afrika.